# Odo I van Bourgondië
Odo I (1060 – 1102) (Frans: Eudes I), die bijgenaamd Borel en ook wel de Rode genoemd, was hertog van Bourgondië tussen 1079 en 1102. Odo was de tweede zoon van Hendrik van Bourgondië en de kleinzoon van Robert I. Hij werd hertog na de troonsafstand van zijn oudere broer, Hugo I, die zich terugtrok om een Benedictijner monnik te worden.
Een interessant incident over Odo wordt vermeld door een ooggetuige, Eadmer, biograaf van Anselmus van Canterbury. Toen Anselmus in 1097 door Odo's grondgebied trok op zijn weg naar Rome, bereidde de bandieterige hertog, die grote schatten verwachtte aan te treffen onder het aartsbisschoppelijk gevolg, zich voor om hen te overvallen en bestelen. Toen ze de stoet van de prelaat overvielen, vroeg de hertog waar de aartsbisschop was, omdat ze hem niet hadden gevonden. Anselmus kwam prompt naar voren en verraste de hertog door te zeggen: "Mijn heer hertog, sta me toe u te omarmen." De verbaasde hertog stond de bisschop onmiddellijk toe hem te omhelzen en bood zich vervolgens aan als Anselmus' nederige dienaar.
Odo was een deelnemer aan het rampzalige Beleg van Tudela in 1087 en aan de Kruistocht van 1101. Tijdens deze Kruistocht zou hij op 27 mei 1102 of 23 maart 1103 te Er-Rama in Palestina of te Tarsus in Cilicië komen te sterven, waarna zijn lichaam naar zijn thuisland werd overbracht en in de Abdij van Cîteaux bijgezet.

## Familie
Odo trouwde met Sibylla van Bourgondië (1065-1101), dochter van graaf Willem I van Bourgondië, en werd bij haar de vader van:
- Helena van Bourgondië of Helie (1080-1141),[1] echtgenote van Bertrand van Toulouse en Willem I van Ponthieu
- Florine van Bourgondië (1083-1097),[1] de vrouw van Sven de Kruisvaarder, prins van Denemarken
- Hugo II van Bourgondië (1084-1143),[1] hertog van Bourgondië
- Hendrik (1087-1125),[1] een priester

## Voorouders
| Voorouders van Robert I van Bourgondië | Voorouders van Robert I van Bourgondië                                      | Voorouders van Robert I van Bourgondië                                      | Voorouders van Robert I van Bourgondië                                      | Voorouders van Robert I van Bourgondië                                      | Voorouders van Robert I van Bourgondië     | Voorouders van Robert I van Bourgondië     | Voorouders van Robert I van Bourgondië     | Voorouders van Robert I van Bourgondië     |
| -------------------------------------- | --------------------------------------------------------------------------- | --------------------------------------------------------------------------- | --------------------------------------------------------------------------- | --------------------------------------------------------------------------- | ------------------------------------------ | ------------------------------------------ | ------------------------------------------ | ------------------------------------------ |
| Overgrootouders                        | Robert II van Frankrijk (972-1031) ∞ 1003 Constance van Arles (1086-1034)   | Robert II van Frankrijk (972-1031) ∞ 1003 Constance van Arles (1086-1034)   | Dalmas van Sémur (980-1048) ∞ Aremburge van Bourgogne (-1026)               | Dalmas van Sémur (980-1048) ∞ Aremburge van Bourgogne (-1026)               | ? (-) ∞ ? (-)                              | ? (-) ∞ ? (-)                              | ? (-) ∞ ? (-)                              | ? (-) ∞ ? (-)                              |
| Grootouders                            | Robert I van Bourgondië (1011-1076) ∞ Helia van Sémur-Brionnais (1086-1034) | Robert I van Bourgondië (1011-1076) ∞ Helia van Sémur-Brionnais (1086-1034) | Robert I van Bourgondië (1011-1076) ∞ Helia van Sémur-Brionnais (1086-1034) | Robert I van Bourgondië (1011-1076) ∞ Helia van Sémur-Brionnais (1086-1034) | ? (-) ∞ ? (-)                              | ? (-) ∞ ? (-)                              | ? (-) ∞ ? (-)                              | ? (-) ∞ ? (-)                              |
| Ouders                                 | Hendrik van Bourgondië (1035-1066) ∞ ? (-)                                  | Hendrik van Bourgondië (1035-1066) ∞ ? (-)                                  | Hendrik van Bourgondië (1035-1066) ∞ ? (-)                                  | Hendrik van Bourgondië (1035-1066) ∞ ? (-)                                  | Hendrik van Bourgondië (1035-1066) ∞ ? (-) | Hendrik van Bourgondië (1035-1066) ∞ ? (-) | Hendrik van Bourgondië (1035-1066) ∞ ? (-) | Hendrik van Bourgondië (1035-1066) ∞ ? (-) |